# سامرات چاکرابارتی
سامرات چاکرابارتی (انگلیسی: Samrat Chakrabarti؛ زادهٔ ۲۲ اوت ۱۹۷۵) بازیگر و نوازنده بریتانیایی-آمریکایی است. او اصالت هندی دارد.
از فیلم‌ها یا برنامه‌های تلویزیونی که وی در آن نقش داشته‌است می‌توان به بچه‌های نیمه‌شب و خانه پیروزی اشاره کرد.